# Arduino di Ceprano
Arduino di Ceprano (Silions, VII secolo – Ceprano, 28 luglio 627) è stato un religioso inglese.
Viene venerato come santo dalla Chiesa cattolica.

## Biografia
Heduin nacque nell'attuale cittadina di Silian, in Gran Bretagna (in origine Sulien e poi presumibilmente chiamata “Silions” come indicata da alcune fonti) agli inizi del VII secolo. Le sue origini si ritrovano nel popolo dei celti che si erano da poco convertiti grazie all'opera dei missionari benedettini inviati da San Gregorio Magno. Dopo un congruo periodo di formazione, fu ordinato sacerdote da Sant'Agostino di Canterbury  Fu pellegrino in Terra Santa. Insieme a tre compagni e concittadini Gerardo, Folco e Bernardo (venerati anch'essi come santi). Insieme ai compagni, dopo aver trascorso un periodo di vita eremitica presso il Santuario di San Michele Arcangelo sul monte Gargano,  intraprese il pellegrinaggio verso Roma per visitare le tombe degli apostoli Pietro e Paolo. 
Durante il viaggio tutti i suoi compagni morirono, (Gerardo a Gallinaro, Folco nei pressi di Santopadre e Bernardo nei pressi di Arpino). Rimasto solo Arduino si fermò a Ceprano, città dove era diffuso il morbo della peste nera. Decise quindi di rimanerci, prestando aiuto ai cittadini in difficoltà, morendo poco dopo aver liberato la città dal male, grazie all'intervento divino. 
A sant'Arduino era dedicato uno degli altari dell'antica basilica vaticana.

## Commemorazione
Viene commemorato il 28 luglio e le sue reliquie sono venerate nella collegiata di Ceprano.